# Studios Hergé
Studios Hergé je bilo med leti 1950 in 1986 SARL podjetje, sestavljeno iz belgijskega karikaturista Hergéja in njegovih sodelavcev, ki so mu pomagali pri ustvarjanju Tintinovih dogodivščin in drugih izdelkov. Skozi leta je imelo podjetje med 12 in 50 zaposlenih, vključno z nekaterimi prestižnimi umetniki, kot so Jacques Martin, Bob de Moor in Roger Leloup.
Vsako delo, ki je bilo ustvarjeno v studiu je bilo pripisano samo Hergéju, razen treh albumov Quick & Flupke, ki so na naslovnici pripisani Studiu Hergé.
Leta 1987 je studio Fanny Rodwell, nekdanja koloristka v studiu in Hergéjeva vdova, razpustila in preoblikovala v fundacijo Hergé.

## Zgodovina
Studios Hergé je ustanovil Hergé leta 1950, da bi si z njim pomagal pri produkciji Tintina in njegovih pustolovščin. Prepustili so mu, da se osredotoči na ustvarjanje novih zgodb s predajo nekaj umetniškega dela, zlasti barvanja, ki ga Hergé nikoli ni zares obvladal in ki ga je v 40. letih nadzoroval Edgar Pierre Jacobs, ter risanja dekorja njegovim pomočnikom. Tehnični elementi so zahtevali veliko dokumentacije in specifične tehnike risanja, zaradi česar je bila takšna pomoč smiselna: studio je nastal, ko je Hergé delal na Odpravi na Luno, pustolovščini, prežeti s tehnologijo.
Prisoten je tudi vpliv nekaterih članov studia na zgodbe. Jacques Martin na primer trdi, da je uvedel številne burleskne šale, ki ne ustrezajo Hergéjevemu slogu humorja.

### Zgodba o "smešni strani"
Anekdota, dobro poznana med tintinoholiki, kaže na vzdušje v studiu v tistih letih. Ko je bil Hergé decembra 1965 na počitnicah, sta njegova dva glavna sodelavca, Bob de Moor in Jacques Martin, ustvarila ponarejeno Tintinovo stran, povsem v slogu mojstra, ki sta jo poslala švicarskemu tedniku L'Illustré. Tam je bila objavljena kot del naslednje Tintinove pustolovščine.
Jacques Martin: "Najprej sem ustvaril kratko zgodbo, nato sestavil stran in postavil like. Nato je Bob de Moor naredil ozadja, ki sem jih skiciral, nakar sva črte prevlekla s črnilom: on je naredil ozadja, jaz pa like.
Očitno Hergé po odkritju ni reagiral takoj, a verjetno je raje pustil, da stvari stojijo takšne kot so bile s to šalo, kar je po mnenju nekaterih resnično pokazalo stanje duha sodelavcev, ki so se želeli bolj vključiti v ustvarjanje Tintinovih pustolovščin.
Stran prikazuje prizorišče letališča, primerljivo z nekaterimi deli Odprave na Luno in Zadeve Sončnica, dejansko spominja na Hergéjevo stran, le nekaj tintinoholikov bi lahko opazilo nekatere značilne slogovne elemente De Moora in Martina. Stran si lahko ogledate na Tintin est Vivant !.

### Studio po Hergéju
Po Hergéjevi smrti leta 1983 je njegova vdova Fanny Remi, ki je leta 1956 začela sodelovati s studiom kot koloristka, podedovala pravice do avtorjevih del, ne pa tudi pravice do izpeljanih del, ki so pripadala Hergéjevemu prijatelju Alainu Baran podjetja Tintin Licensing, ki je pozneje pravice prodalo televizijskemu kanalu Canal+.
Fanny je sledila Hergéjevim željam. ki ni želel, da se Tintinove pustolovščine nadaljujejo tudi po njegovi smrti. Obstaja nekaj dvoma glede Tintina in Alph-Art-a, vendar ga je Hergé ob njegovi smrti pustil nedokončanega in ga najprej predal studiu, kjer ga je dokončal De Moor. Fanny Remi si je nato na razočaranje De Moorja premislila in se odločila objaviti samo skice Hergéja.
Nekaj obotavljanja je tudi o seriji Quick & Flupke. Manj priljubljena kot Tintin, Hergé ni pustil nobenih jasnih navodil o nadaljevanju serije. Morda bolj, da bi studio nadaljevala, kot zaradi resnično umetniškega razloga, je Fanny sprejela predlog Johana De Moorja, sina Boba in nedavnega prišleka v studiu, da se serija ponovno zažene. Ustvaril je album z novimi stripi, medtem ko so v studiu posodobili številne stare albume, ki še nikoli prej niso bili objavljeni v barvi. Leta 1985 so se pojavili trije albumi, ki so edini uradno pripisani studiu na naslovnici in v notranjosti. Fanny je nato sporočila, da se bo serija končala tam in da bodo studio zaprli.
Dejavnosti studia so se kmalu zatem prenehale, vendar ne pred zaključkom nekaterih projektov izpeljanih izdelkov in oglaševalskih del. Leta 1986 je studio Hergé zamenjala fundacija Hergé, ki se izključno ukvarja s pravicami serije.
Leta 1988 so odprli velikansko fresko v metro postaji Stokkel/Stockel, ki je temeljila na skicah Hergéja, ki jih je dokončal studio.

## Člani studia
Ta neizčrpni seznam vsebuje samo glavne člane.

### Umetniki
- Bob de Moor (1950–1986)
5. aprila 1950 je vstopil v Studios Hergé in kmalu postal prvi asistent, pozicija, ki jo je v prejšnjem desetletju zasedal Edgar P. Jacobs. Slovi po svoji popolni imitaciji Hergéjevega sloga, zaradi česar je skupaj s Hergéjem nadziral celotno produkcijo albuma. Zadolžen je bil tudi za ustvarjanje vseh izdelkov z glavami Tintina ali Švrka.
- Jacques Martin (1947?–1972)
Avtor Alixa, blizu Hergéja, se je studiu pridružil predvsem kot pomočnik zgodb, začenši z Zadeva Sončnica. S Hergéjem je sodeloval do leta 1972, predvsem pri Koksu na krovu in Tintinu v Tibetu.
- Roger Leloup (1953–1969)
Kot asistent Jacquesa Martina, za barve in ozadja v Alixu, se je pridružil studiu 15. februarja 1953. Njegovo glavno delo so mehanski elementi na risbah, kot so avtomobili. Bil je ustvarjalec futurističnega letala Laszla Carreidasa v Letu 714 za Sydney. Odgovoren je bil tudi za Hergéjeve odnose z javnostmi. Studio je zapustil 31. decembra 1969, da bi deloval izključno na svoji seriji Yoko Tsuno.
- Michel Demarets (1953–1986)
- Jo-El Azara (1954–1961)
- Guy Dessicy (1950–1953), ustvarjalec podjetja Publiart.
- Johan De Moor
Sin Boba De Moorja je v studio prišel le malo pred Hergéjevo smrtjo in je bil aktiven predvsem pri novi različici Quicka & Flupke.
- Pierre Gay (1984–1986)
Mladi karikaturist najet 13 mesecev po Hergéjevi smrti kot pomočnik Boba De Moorja. Bil je zadnji karikaturist, ki ga je najel Studios Hergé.

### Koloristi
- Josette Baujot
Glavna koloristka. Njen precej viharni lik je bil v Tintinu in Alph-Artu karikiran z likom Josette Laijot.
- Monique Laurent
- France Ferrari
- Nicole Thenen
- Fanny Vlamynck
Postala je Hergéjeva druga žena in podedovala pravice do njegovih del po njegovi smrti. Fundaciji Hergé predseduje od leta 1986. Pozneje se je poročila z Nickom Rodwellom.

### Tajniki
- Marcel Dehaye
- Baudouin van den Branden

## Dela studia
Vsa dela, ki so bila pod imenom Hergé realizirana od leta 1950, se lahko štejejo za dela studia. To je neizčrpen seznam tistih del, pri katerih je imel studio glavno vlogo, bodisi z barvanjem, risanjem ozadij bodisi s popolno zamenjavo Hergéja. Vendar pa je težko pravilno presoditi o vlogi sodelavcev, saj so Hergé in kasneje njegovi imetniki pravic minimizirali njihovo delo. Razpravlja se o številnih albumih, predvsem o Tintinu in gverilcih ter o tretji različici Črnega otoka, kjer nekateri menijo, da je Bob De Moor popolnoma preuredil celoten album. S pustolovščino Jo, Zette in Jocka z naslovom Dolina kober, se včasih govori, da je Jacques Martin narisal celoten album.

### Albumu

#### Tintin in njegove pustolovščine
1. Odprava na Luno (1953)
2. Pristanek na Luni (1954)
3. Zadeva Sončnica (1956)
4. Koks na krovu (1958)
5. Tintin v Tibetu (1960)
6. Primadonini dragulji (1963)
7. Let 714 za Sydney (1968)
8. Tintin in gverilci (1976)

##### Preoblikovanje in barvanje starih albumov
- Faraonove cigare (1955)
- Črni otok (1966)
To je tretja različica tega albuma, ki jo je zahteval britanski založnik Tintina, ki je želel bolj realistično predstavitev države. Bob De Moor je obsežno obiskal državo in večino knjige ponovno narisal.
- Tintin v deželi črnega zlata (1971)
Nekaj prizorov je ponovno napisal Hergé in predelal Bob De Moor.

##### Dodatne publikacije
- Šest pop-up knjig, Pop-Hop, ki jih je Hallmark izdal med letoma 1969 in 1971.
Ustvaril Michel Demarets, na obstoječih zgodbah.
- Tintin in jezero morskih psov (1972), priredba animiranega filma.
Nastali sta dve različici, ena s slikami iz filma, druga pa kot preoblikovan strip. Prva je izšla kot knjiga Castermana, druga je bila objavljena v številnih belgijskih in francoskih časnikih.
- Dve knjigi Jouons avec Tintin sta združeni in objavljeni v angleščini kot The Tintin Games Book (1974).
Prav tako ju je realiziral Michel Demarets na podlagi albumov Hergéja.

##### Kratke zgodbe
- Les Gorilles de la Vedette (Tintin) (1985)
Dve strani, ki ju je narisal Bob de Moor, objavljeni v Super Tintin št. 28, z Petkom in Svetkom v glavni vlogi.
- 60. in zadnja stran Récit Spatio-Temporel umetnikov tedenske revije Tintin, kot po navadi Boba de Moorja, objavljeno v reviji Tintin št. 23 leta 1986.
- Les Magiciens d'Eau (1987)
Ena stran, ki jo je narisal Bob de Moor za fundacijo Balavoine, objavljena v istoimenski knjigi
- Les Aventures de la 2 CV et de l'Homme des Neiges (sl.: Pustolovščine Citroëna 2CV6 in arktičnega snežnega moža, 1987)
Osem strani, reklama za Citroën.
- Les Aventures de la 2 CV et de la Grotte Hantée (1988)
Osem strani, reklama za Citroën.

#### Quick & Flupke

##### Hergéjeva prilagoditev starih del
- Jeux interdits (1985)
- Tout va bien (1985)

##### Nova dela narejena po Hergéjevi smrti
- Haute tension (1985)
Johan De Moor z idejami Rogerja Ferrarija

#### Jo, Zette in Jocko
- La Vallée des Cobras (1956)

#### Strani Boba de Moorja s Hergéjem
- Un bienfait ne reste jamais impuni, 1 stran, (À Suivre...), Hors Série Spécial Hergé, apil 1983
- De la Planche aux planches, 1 stran, revija Tintin št. 43, 1986 (Barelli spozna Hergéja)

### Animirani filmi
- Sončev tempelj (1969) Eddieja Latesteja. Animirani film Belvision Studiosa.
- Tintin in jezero morskih psov (1972) Raymonda Leblanca. Animirani film Belvisiona, zgodba Grega.
- Quick & Flupke (1985). Serija kratkih animacij Johana De Moorja.